# Peck (Idaho)
Peck é uma cidade localizada no estado americano de Idaho, no Condado de Nez Perce.

## Demografia
Segundo o censo americano de 2000, a sua população era de 186 habitantes.
Em 2006, foi estimada uma população de 184, um decréscimo de 2 (-1.1%).

## Geografia
De acordo com o United States Census Bureau tem uma área de
0,7 km², dos quais 0,7 km² cobertos por terra e 0,0 km² cobertos por água. Peck localiza-se a aproximadamente 973 m acima do nível do mar.

## Localidades na vizinhança
O diagrama seguinte representa as localidades num raio de 28 km ao redor de Peck.